# JCVD
《JCVD》(프랑스어: JCVD)는 2008년 개봉한 프랑스, 벨기에, 룩셈부르크의 영화이다.

## 줄거리
장클로드 반담. 그는 이젠 할리우드에서도 퇴물 배우가 되었다. 그래서 캐스팅도 잘 안 들어온다. 기껏 힘들게 따온 주연 캐스팅도 그 다음날 스티븐 시걸로 교체되었다는 통보를 받고 좌절한다. 이에 장클로드 반담은 모든 걸 포기하고 조국인 벨기에로 귀국했다.
장클로드 반담은 그래도 한 때는 이름 있는 할리우드 액션 배우였고 그래서 모아놓은 돈은 많았다. 장클로드 반담은 여생을 보내기 위해 은행에 돈을 찾으러 갔다가 은행 강도 일당들을 만났다. 여기서 장클로드 반담은 무술 실력을 인정받아 은행 강도단에 특채된다.

## 출연

### 주연
- 장클로드 반담

### 조연
- 프랑수아 다미앵
- 지네딘 수알렘
- 카림 벨카드라
- 장프랑수아 우올프